# 佐世保市立赤崎小学校
佐世保市立赤崎小学校（させぼしりつ あかさきしょうがっこう）は、長崎県佐世保市鹿子前町にある公立小学校。

## 概要
歴史
1898年（明治31年）に佐世保尋常小学校（現佐世保市立祇園小学校・佐世保市立清水小学校のルーツ）の赤崎分校として創立。1901年（明治34年）に独立。現校名となったのは学制改革が行われた1947年（昭和22年）。2018年（平成30年）に創立120周年を迎えた。
校区
住所表記で佐世保市の後に「小島町、赤崎町、立神町、鹿子前町（一部を除く）」が続く地域。中学校区は佐世保市立愛宕中学校。
校章
鏡の絵を背景にして、中央に校名の「赤」の文字を図案化したものを置いている。
校歌
作詞は鴨川卯吉、作曲は原格太郎による。歌詞は2番まであり、1番に校名の「赤崎校」が登場する。

## 沿革
- 1898年（明治31年）4月16日 - 「佐世保尋常小学校赤崎分校」として創立。
- 1901年（明治34年）5月4日 - 佐世保尋常小学校から分離の上、「赤崎尋常小学校」として独立。
- 1908年（明治41年）4月 - 小学校令の改正により、義務教育年限（尋常科の修業年限）が4年から6年に延長される。尋常科5年を新設。
- 1909年（明治42年）4月 - 尋常科6年を新設。
- 1928年（昭和3年）5月 - 校舎を改築。
- 1941年（昭和16年）
  - 3月31日 - 佐世保市上北平免字鴛頭800番地に移転。
  - 4月1日 - 国民学校令の施行により、「佐世保市赤崎国民学校」と改称。尋常科を初等科に改める。高等科と青年学校を併置。
- 1947年（昭和22年）4月1日 - 学制改革（六・三制の実施）により「佐世保市立赤崎小学校」（現在名）となる。
- 1957年（昭和32年）4月1日 - 校区変更により、日野岡免児童212名が佐世保市立日野小学校へ転出。
- 1963年（昭和38年）3月 - 講堂が完成。
- 1965年（昭和40年）10月 - 運動場を拡張。
- 1966年（昭和41年）- 鉄筋コンクリート造の新校舎が完成。
- 1971年（昭和46年）
  - 7月 - プールが完成。
  - 12月 - 運動場を拡張。
- 1978年（昭和53年）3月 - 特別教室が完成。
- 1983年（昭和58年）3月 - 新校舎（4教室）が完成。
- 1991年（平成3年）9月 - 運動場を整備。
- 1992年（平成4年）3月14日 - 気象観測コーナーを設置。
- 1998年（平成10年）4月 - 創立100周年記念式典を挙行。
- 2004年（平成16年）3月 - 新屋内運動場・新プールが完成。
- 2006年（平成18年）4月1日 - 2学期制を開始。
- 2014年（平成26年）12月 - 校舎の耐震補強工事が完了。

## 交通アクセス
最寄りのバス停
- 西肥バス（させぼバスが担当）「赤崎小学校下」バス停

## 周辺
- 鹿子前簡易郵便局